# Коваши (платформа)
Коваши — платформа в Ломоносовском районе Ленинградской области между платформами 68 км и Карьер 75 км. По состоянию на 2009 год все поезда проходят платформу без остановки.